# 리원중
리원중(중국어 정체자: 李文忠, 병음: Lǐ Wénzhōng, 한자음: 이문충, 1958년 6월 20일 ~ )은 중화민국의 정치인이다.

## 학력
- 타이중시립 타이중 제1고급중학
- 국립 대만 대학 정치학과 자퇴
- 단장 대학 전략연구소

## 같이 보기
- 민주진보당